# Желю войвода
 Тази статия е за Желю войвода.  За селото в Област Сливен  вижте Желю войвода (село).  
Желю войвода (Желю Христов Чернев, Дядо Желю) е български хайдутин, войвода и националреволюционер. Участник в Руско-турската война (1877-1878).

## Биография
Желю войвода е роден през 1828 година в Ямбол. През 1831 година семейството се премества в с. Карапча (днешно с. Маломир).
Включва се в хайдушкото движение. Първоначално участва в дружината на Димитър Калъчлията, а след неговото залавяне в четата на Панайот Хитов. През 1868 г. подготвя чета, в която трябва да участва и Христо Ботев, но след преминаването на Дунава на четата на Хаджи Димитър и Стефан Караджа е сред арестуваните от румънските власти българи в Браила. Срещу него е повдигнато съдебно обвинение.
Жельо войвода участва в три войни: Сръбско-турската война (1876), Руско-турската война (1877-1878) и Сръбско-българската война (1885). По време на Руско-турската война води доброволческа чета от 300 четници, която действа в района на Котел (Еленски балкан). През зимата на 1878 г. участва в прочистването на Източна Стара планина от башибозушки банди.
От 1940 г. в Националния военноисторически музей се съхранява знамето на доброволческата чета на Желю войвода. Върху знамето на четата е избродирана датата на нейното създаване „1877 авг, 20“. Разположението на цветовете му са като тези на знамето на Стилияна Параскевова (опълченско знаме, ушито в румънския град Браила и предадено на българските доброволци, участващи в Руско-турската война) и бъдещото българско държавно знаме. Състои се от три хоризонтални ивици – бяла, зелена и червена, като външната му страна е изрязана зигзагообразно. В средата върху зелената ивица е апликиран кръст от вълнен плат, раменете на който завършват с троен овал. Под кръста, от лицевата част е извезан с бели конци текстът: „За славянска Свобода“.
Според легендата един ден, когато той и неговата сестра работят на полето край близкото село, двама турски войници, яздещи коне, ги забелязват и решават де се отбият до кладенеца под едно дърво в близост до тях. Сядайки под дървото, единият турчин се обръща към сестрата на Желю с думите: „Гяурке, вземи кофата и ела да ни напоиш!“ Наливайки вода в устата на единия, тя разлива тежката кофа и го намокря по гърдите. Той мигновено се ядосва и прави опит да я изнасили. Желю действа инстинктивно и в този момент с помощта на сърп, с който е работил на полето, отрязва главите на двамата турци.
Това става причина той да бъде гонен, издирван и да потърси убежище в хайдушките чети.

## Памет
На Желю войвода е наречена улица в квартал „Лев Толстой“ в София (Карта).